# Vasuki
Vasuki (Vāsuki) je sanskrtki izraz, ki pomeni polbožje kačje bitje.
Vasuki, ki je vladar nag v Patalah je Kašjapov in Kadrujin sin ter Anantov in Manasin brat ima pomembno vlogo v prvih dveh avatarah imenovanih Matsja in Kurma. Po legendi so nekoč deve in asure premešali ocean ter Vasukija ovili okrog gore Mandara, ker pa na njegovi glavi počiva svet se zemlja strese kadar se Vasuki premakne.